# Euphoria (chanson de Loreen)
Pour les articles homonymes, voir Euphoria.
Singles de Loreen
Sober
(2011)
Chansons représentant la Suède au Concours Eurovision de la chanson
Popular
(2011) You
(2013)
Chansons ayant remporté le Concours Eurovision de la chanson
 Running Scared
(2011)  Only Teardrops
(2013)
Euphoria  (Euphorie) est la chanson de l'artiste suédoise Loreen qui représente la Suède au Concours Eurovision de la chanson 2012 à Bakou, en Azerbaïdjan. La chanteuse gagne la compétition avec un total de 372 points, le deuxième score le plus élevé depuis la création de l'Eurovision.
La chanson interprétée par Loreen reste une des chansons les plus connues de l'histoire du Concours Eurovision de la chanson.
Euphoria a reçu de bonnes appréciations de la part de la critique. La chanson rencontre un grand succès en Suède mais aussi dans les autres pays européens et en Océanie. Le single entre directement à la 12e place en Suède pour finir numéro un et le reste durant 6 semaines consécutives. Euphoria est certifié neuf fois disque de platine avec plus de 200 000 d'exemplaires vendus dans son pays d'origine.

## Genèse

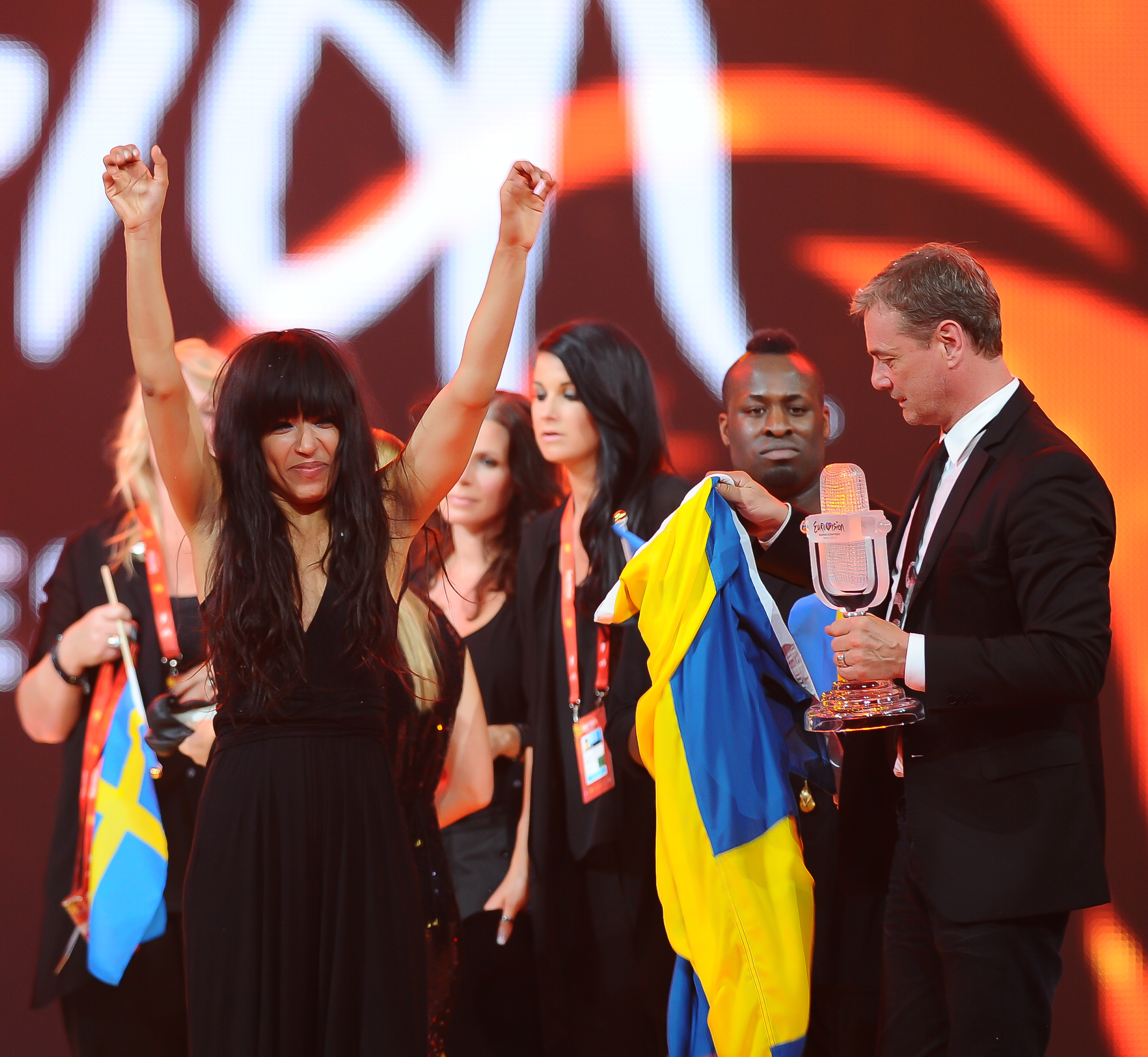
Loreen lors de sa victoire au Concours Eurovision de la chanson 2012 à Bakou.

Euphoria a été écrite par Thomas G:son, Peter Boström et produite par Boström et SeventyEight. Lors d'une interview pour BBC News, Loreen explique que les auteurs d'Euphoria ont également écrit la chanson Stay pour Tooji qui représente la Norvège au Concours Eurovision de la chanson 2012 à Bakou, en Azerbaïdjan. Il parvient à arriver en finale mais termine dernier de la compétition avec 7 points.

## Eurovision 2012
La chanson est sélectionnée le 10 mars 2012 lors de la grande finale nationale du Melodifestivalen 2012.
Elle participe à la seconde demi-finale du Concours Eurovision de la chanson 2012, le 24 mai 2012.
Dans la nuit du 26 au 27 mai 2012, Loreen remporte plutôt largement le Concours Eurovision de la chanson 2012 à Bakou en Azerbaïdjan.
Avant la compétition, elle était bien classée dans les sondages pour gagner notamment par les membres de l'OGAE,.

## Performance dans les hit-parades
Euphoria entre dans le classement Sverigetopplistan, en Suède à la 12e place la première semaine après la sortie du single. La semaine suivante, le single se classe numéro un. Le 4 mars 2012, Euphoria entre directement numéro un dans le classement officiel des ventes digital en Suède, le DigiListan. La chanson entre à la 5e place du classement airplay officiel (diffusion radio) suédois établi par Nielsen. Le 15 mars 2012, le single est numéro un en Finlande. La chanson est également un tube airplay en Roumanie et entre à la 64e place du classement Romanian Top 100 la semaine du 13 mai 2012.
Le 27 mai 2012, le single atteint la 1e place du iTunes UK Chart, en moins de 24 heures après son interprétation dans l'Eurovision, c'est la première fois depuis la décennie qu'une chanson de la concurrence arrive à ce niveau. Mise à part le classement iTunes UK Chart, après la compétition Euphoria est numéro un des ventes iTunes en Allemagne, en Belgique, en Espagne, en Grèce, aux Pays-Bas, en Autriche, à Malte, en Irlande à Chypre, en Estonie et en Suisse. Le 30 mai 2012, Euphoria est numéro deux du classement UK Official Chart Update.
En France, le single atteint la 34e place du Top 50 et réalise la meilleure entrée de la semaine du 21 mai 2012, Euphoria progresse de 8 places et se retrouve 26e la semaine d'après du 28 mai 2012.

## Formats et liste des pistes
- CD single

1. Euphoria (Single version) – 3:00
2. Euphoria (Carli Remix version) – 5:44
3. Euphoria (Alex Moreno Remix version) – 6:39
4. Euphoria (Carli Dub version) – 5:44
5. Euphoria (Alex Moreno Remix radio edit) – 3:23
6. Euphoria (Carli Remix radio edit) – 3:50
7. Euphoria (Instrumental version) – 3:00

- Téléchargement digital

1. Euphoria (Single version) – 3:01
2. Euphoria (Karaoke version) – 3:01
3. Euphoria (Instrumental) – 2:59

- Digital EP – Remixes[13]

1. Euphoria (Carli Remix version) – 5:43
2. Euphoria (Alex Moreno Remix version) – 6:39
3. Euphoria (Alex Moreno Remix radio edit) – 3:24
4. Euphoria (Single version) – 3:01

## Classements et certifications
| Classement (2012)                       | Meilleure position |
| --------------------------------------- | ------------------ |
| Australie (ARIA)                        | 36                 |
| Australie (ARIA Dance Chart)            | 4                  |
| Autriche (Ö3 Austria Top 40)            | 1                  |
| Belgique (Flandre Ultratop 50 Airplay)  | 3                  |
| Belgique (Flandre Ultratop 50 Dance)    | 2                  |
| Belgique (Flandre Ultratop 50 Singles)  | 1                  |
| Belgique (Wallonie Ultratop 50 Dance)   | 34                 |
| Belgique (Wallonie Ultratop 50 Singles) | 14                 |
| Bulgarie (Airplay Top 5)                | 5                  |
| Danemark (Tracklisten)                  | 1                  |
| Écosse (OCC)                            | 2                  |
| Espagne (PROMUSICAE)                    | 2                  |
| Estonie (Eesti Top 40)                  | 1                  |
| Europe (Euro Digital Songs)             | 1                  |
| Finlande (Suomen virallinen lista)      | 1                  |
| France (SNEP)                           | 26                 |
| Allemagne (Media Control AG)            | 1                  |
| Grèce Digital Songs (Billboard)         | 1                  |
| Luxembourg (Billboard)                  | 1                  |
| Hongrie (Rádiós Top 40)                 | 7                  |
| Islande (Tonlist)                       | 1                  |
| Irlande (IRMA)                          | 1                  |
| Israël (Media Forest)                   | 2                  |
| Italie (FIMI)                           | 25                 |
| Lettonie (European Hit Radio)           | 1                  |
| Pays-Bas (Single Top 100)               | 2                  |
| Pays-Bas (Nederlandse Top 40)           | 2                  |
| Roumanie (Media Forest)                 | 7                  |
| Moldavie (Media Forest)                 | 3                  |
| Norvège (VG-lista)                      | 1                  |
| Pologne (ZPAV)                          | 5                  |
| Portugal Digital Songs (Billboard)      | 10                 |
| Tchéquie (IFPI Rádio)                   | 4                  |
| Royaume-Uni (UK Dance Chart)            | 2                  |
| Royaume-Uni (UK Singles Chart)          | 3                  |
| Roumanie (Romanian Top 100)             | 6                  |
| Russie (2M)                             | 1                  |
| Russie (2M)                             | 2                  |
| Slovaquie (IFPI Rádio)                  | 14                 |
| Suède (Sverigetopplistan)               | 1                  |
| Suisse (Schweizer Hitparade)            | 1                  |
| Ukraine (FDR)                           | 13                 |

| Pays                         | Certification | Ventes  |
| ---------------------------- | ------------- | ------- |
| Allemagne (BVMI)             | Platine       | 450 000 |
| Autriche (IFPI)              | Platine       | 30 000  |
| Belgique (BEA)               | Or            | 15 000  |
| Danemark (IFPI)              | 2 × Platine   | 60 000  |
| Espagne (Promusicae)         | Platine       | 40 000  |
| Finlande (Musiikkituottajat) | Platine       | 10 000  |
| Italie (FIMI)                | Or            | 15 000  |
| Norvège (IFPI)               | 8 × Platine   | 80 000  |
| Suède (GLF)                  | 9x Platine    | 360 000 |
| Suisse (IFPI)                | 2 × Platine   | 60 000  |

## Historique de sortie
| Pays       | Date            | Format                 | Label        |
| ---------- | --------------- | ---------------------- | ------------ |
| Suède      | 26 février 2012 | téléchargement digital | Warner Music |
| Italie     | 28 mai 2012     | Airplay                | Warner Music |
| États-Unis | 29 mai 2012     | Téléchargement digital | Warner Music |